# 2
2 (II) var ett normalår som började en söndag i den proleptiska julianska kalendern, men i verkligheten ett normalår som började antingen en söndag eller måndag i den julianska kalendern (se skottårsfelet i den julianska kalendern för mer information).

## Händelser

### Okänt datum
- Den mediske kungen Ariobarzanes II blir kung av Armenien.
- Gaius Caesar träffar kungen av Parterriket vid floden Eufrat.
- Publius Alfenus Varus och Publius Vinicius blir konsuler i Rom.
- Augustus återkallar Tiberius till Rom för att utnämna honom till arvinge och framtida kejsare.
- Kinas första folkräkning genomförs och visar på en befolkning på 57 miljoner människor, däribland nära en miljon i Vietnam.

## Födda
- 13 mars – Apollonios från Tyana, grekisk filosof och matematiker (död 98)
- Deng Yu, kinesisk general och statsman (död 58)

## Avlidna
- Lucius Caesar, son till Marcus Vipsanius Agrippa och Julia Caesaris (född 17 f.Kr.)